# Kuşdemir, Banaz
Kuşdemir là một xã thuộc huyện Banaz, tỉnh Uşak, Thổ Nhĩ Kỳ. Dân số thời điểm năm 2010 là 244 người.